# 兩港大道

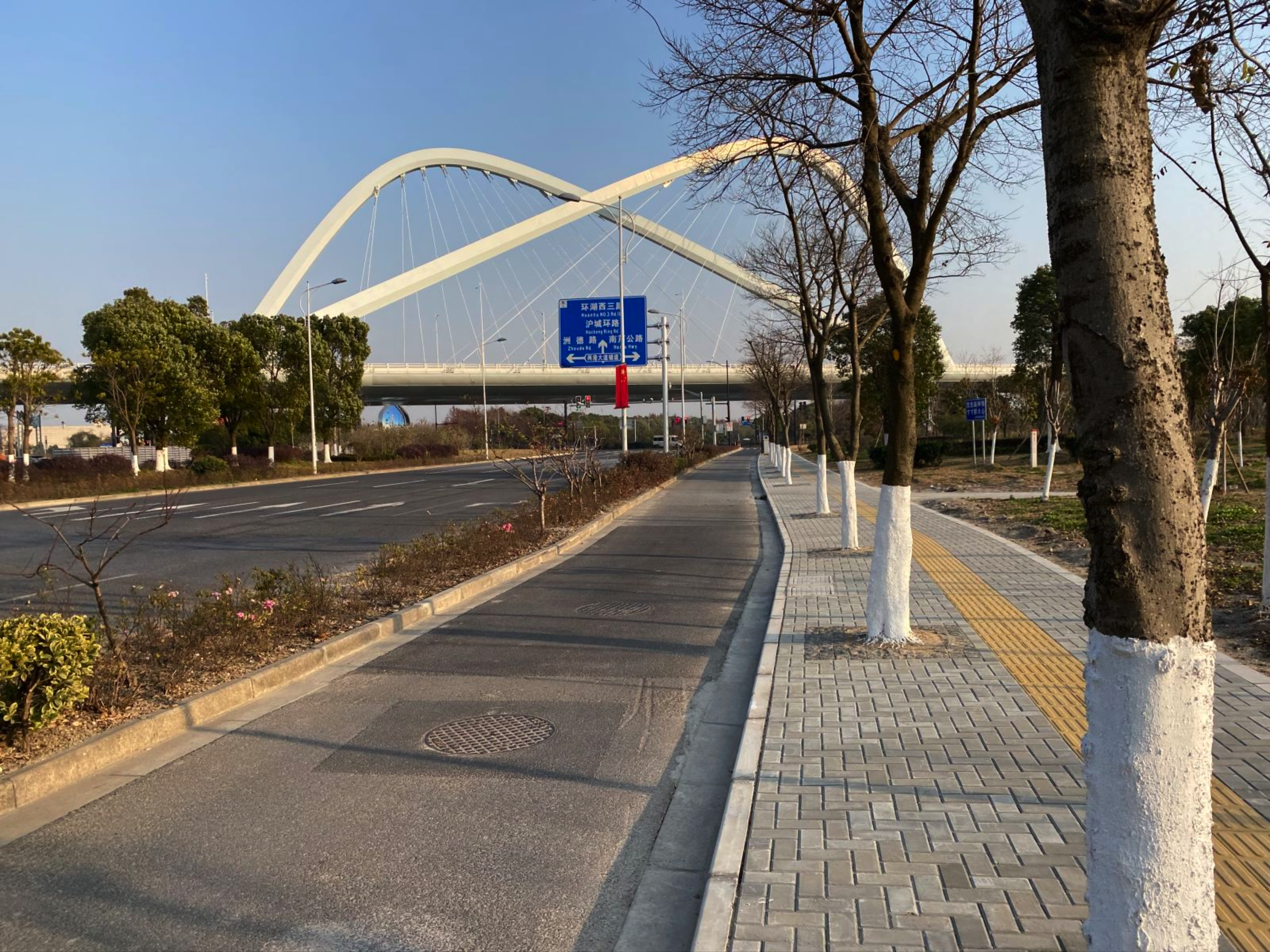
两港大道高架桥，摄于临港大道

兩港大道，北段又名两港公路，奉贤区段称两港西大道，位於中华人民共和国上海市浦東新區、奉贤区，西抵新四平公路，北至申嘉湖高速公路，是一條連結浦東機場與蘆潮港之間的道路。該道路於2005年10月10日建成通車。
2018年，该道路北段（申嘉湖高速公路两港互通—规划X9路，即两港公路）编入上海省道229；同年，该道路拟建设的西段（新四平公路以西）被编入中華人民共和國228國道。
2019年10月20日，“两港大道快速化先行启动工程”开工。兩港大道西段和北段將进行快速化改造，西段將鋪設高架橋。2021年7月5日，两港大道快速路北段、中段正式通车，快速路中段（沪芦高速—新四平公路）全长13.1千米，为高架道路；快速路北段（大治河—沪芦高速）全长12.8千米，为地面快速路，设置3座跨线桥，该路改善了临港新片区交通状况，方便临港主城区、产业区、奉贤园区的工作人员和居民前往浦东机场，并预留了西段联通沪奉高速的条件。